# فيليكس براودر
فيليكس إيرل براودر (بالإنجليزية: Felix Browder) (31 يوليو 1927 - 10 ديسمبر 2016) عالم رياضيات أمريكي معروف بمساهماته العلمية في مجال التحليل الوظيفي غير الخطي. حاصل على قلادة العلوم الوطنية في عام 1999، رئيس جمعية الرياضيات الأمريكية حتى عام 2000 والأخ الأكبر لكل من وليام براودر (عالم طوبوغرافي جبري) وأندرو براودر (أخصائي في وظائف الجبر).

## السيرة الذاتية

### النشأة والتعليم
ولد فيليكس إيرل براودر في موسكو، روسيا عام 1927 ابنا للأمريكي إيرل براودر المولود في ويتشيتا بولاية كنساس والتي كان يعمل بها أثناء مولد فيليكس، في حين كانت والدته رايسا بيركمان، امرأة يهودية روسية من سانت بطرسبرغ التقى بها والده بعد سفره إلى الإتحاد السوفيتي في عام 1927. تزوج الثنائي أثناء إقامتهما في الإتحاد السوفيتي.
هاجر فيليكس مع عائلته إلى الولايات المتحدة ليشغل والده منصب رئيس الحزب الشيوعي الأمريكي، قبل أن يشغل والده رئاسة الولايات المتحدة في الفترة ما بين عام 1936 إلى عام 1940. في عام 1999، صرح ألكسندر فاسيليف في كتابه الذي نشره بعد سقوط الاتحاد السوفييتي أن إيرل براودر قد تم تجنيده في الأربعينيات كجاسوس للإتحاد السوفييتي.
ظهر نبوغ فيليكس براودر في الرياضيات منذ صغره. في عام 1944، التحق بمعهد ماساتشوستس للتكنولوجيا وهو ما زال في عامه 16 لينجح في الحصول على أول درجة له في الرياضيات في عام 1946. في معهد ماساتشوستس للتكنولوجيا حصل على زمالة بوتنام في مسابقة وليام لويل بوتنام الرياضية. في عام 1948 (في عامه 20) حصل على درجة الدكتوراه من جامعة برينستون.

## السيرة الذاتية
بصعوبة استطاع برودر تكوين مسيرته الأكاديمية خلال فترة مكارثي نتيجة نشاطات والده الشيوعية، لكن مع دعم إليانور روزفلت، سيدة الولايات المتحدة الأولى السابقة أثناء فترة رئاستها لمجلس الأمناء في جامعة برانديز استطاع الحصول على منصب في الجامعة وسط رفض وخوف أغلبية الأمناء من التعيين في تلك الظروف السياسية.
شغل برودر منصب رئيس قسم الرياضيات في جامعة شيكاغو لمدة 12 عامًا، كما شغل العديد من المناصب المختلفة في معهد ماساتشوستس للتكنولوجيا، جامعة بوسطن، جامعة برانديز وجامعة ييل. في عام 1986، شغل منصب أول نائب الرئيس للبحوث في جامعة روتجرز.
تلقى برودر قلادة العلوم الوطنية في عام 1999، كما شغل منصب رئيس مجتمع الرياضيات الأمريكي في الفترة من 1999 إلى 2000.
في خطابه الرئاسي في نهاية ولايته في الجمعية الرياضية الأمريكية، لاحظ برودر «الأفكار والتقنيات من مجموعة واحدة من المصادر الرياضية التي تؤثر على نفس الشيء من مجموعة أخرى من المصادر الرياضية» كدليل على الاندماج (مصطلح من آرثر كوستلر)، كما روى أيضا التحركات ضد الرياضيات في فرنسا من قبل كلود أليجري بأنها إشكالية.
اشتهر براودر بمكتبته الشخصية التي احتوت على خمسة وثلاثين ألف كتاب في العديد من الفئات المختلفة مثل الرياضيات، الفيزياء، العلوم الطبيعية بالإضافة إلى الفلسفة، الأدب، التاريخ، العلوم السياسية والاقتصادية.

## العائلة
تزوج براودر من إيفا تيسلويتز في عام 1949، لأبوين يهوديين، رزق الثنائي بطفلين هما الدكتور توماس براودر، عالم فيزياء متخصص في الدراسة التجريبية للجسيمات دون الذرية، بيل براودر، الرئيس التنفيذي لشركة هيرميتاج كابيتال مانجمنت ويقيم في لندن.
فيليكس إيرل براودر هو الأخ الأكبر لوويليام برودر عالم طوبولوجي جبري وأندرو براودر باحث في وظائف الجبر. توفي براودر في عام 2016، في برينستون، نيو جيرسي كان يبلغ حينها 89 عام.

## وصلات خارجية
- سيرة فيليكس برودر (1927-2016).
- إعلان روتجرز.
- الجدول الزمني لمجتمع الرياضيات الأمريكي.